# World Boxing Association
World Boxing Association (WBA) – międzynarodowa organizacja boksu zawodowego, utworzona w 1962 roku na bazie działającej od 1921 National Boxing Association (NBA). Siedzibą organizacji jest Panama, a jej prezydentem był od 1982 roku do swej śmierci w 2016 roku Gilberto Mendoza. Obecnie na czele WBA stoi jego syn Gilberto Mendoza Jr.
Walki organizowane przez WBA odbywają się w 17 kategoriach wagowych.
Na początku XXI wieku WBA zaczęła nadawać, oprócz „zwykłego” tytułu mistrza świata (ang. World Champion), także tytuł tzw. "superczempiona" (ang. Super World Champion). Przysługuje on pięściarzowi, który posiada mistrzowskie pasy co najmniej dwóch z czterech najważniejszych organizacji bokserskich (WBA, WBC, IBF lub WBO). Z chwilą gdy dotychczasowy mistrz świata WBA zdobywa mistrzostwo świata innej organizacji, wakuje mistrzostwo WBA i zostaje awansowany na supermistrza WBA. Jeśli natomiast zostaje on pokonany przez mistrza innej organizacji, traci tytuł, który staje się nieobsadzony, a jego rywal otrzymuje pas supermistrza WBA.

## Obecni mistrzowie organizacji WBA
Stan na 20 marca 2025.

### Mężczyźni
| Kategoria                    | Mistrz                              | Początek panowania   | Dni  |
| ---------------------------- | ----------------------------------- | -------------------- | ---- |
| słomkowa (105 lbs)           | Oscar Collazo                       | 16 listopada 2024    | 124  |
| junior musza (108 lbs)       | Erick Rosa                          | 19 grudnia 2024      | 91   |
| musza (112 lbs)              | Seigo Yuri Akui                     | 23 stycznia 2024     | 422  |
| junior kogucia (115 lbs)     | Fernando Martínez                   | 7 lipca 2024         | 256  |
| junior kogucia (115 lbs)     | David Jiménez (tymczasowy)          | 20 kwietnia 2024     | 334  |
| kogucia (118 lbs)            | Seiya Tsutsumi                      | 13 października 2024 | 158  |
| junior piórkowa (122 lbs)    | Naoya Inoue (Super champion)        | 26 grudnia 2023      | 450  |
| piórkowa (126 lbs)           | Nick Ball                           | 1 czerwca 2024       | 292  |
| junior lekka (130 lbs)       | Lamont Roach Jr.                    | 25 listopada 2023    | 481  |
| junior lekka (130 lbs)       | Albert Batyrgaziew (tymczasowy)     | 12 lipca 2024        | 251  |
| lekka (135 lbs)              | Gervonta Davis                      | 28 grudnia 2019      | 1909 |
| junior półśrednia (140 lbs)  | José Valenzuela                     | 3 sierpnia 2024      | 229  |
| półśrednia (147 lbs)         | Eimantas Stanionis                  | 16 kwietnia 2022     | 1069 |
| junior średnia (154 lbs)     | Terence Crawford                    | 3 sierpnia 2024      | 229  |
| średnia (160 lbs)            | Erislandy Lara                      | 1 maja 2022          | 1054 |
| superśrednia (168 lbs)       | Canelo Álvarez (Super champion)     | 19 grudnia 2020      | 1552 |
| półciężka (175 lbs)          | Artur Bietierbijew (Super champion) | 12 października 2024 | 159  |
| półciężka (175 lbs)          | David Morrell (tymczasowy)          | 3 sierpnia 2024      | 229  |
| junior ciężka (200 lbs)      | Gilberto Ramírez                    | 30 marca 2024        | 355  |
| superjunior ciężka (224 lbs) | Muslim Gadzhimagomedow              | 12 lipca 2024        | 251  |
| ciężka (224+ lbs)            | Ołeksandr Usyk (Super champion)     | 25 września 2021     | 1272 |
| ciężka (224+ lbs)            | Kubrat Pułew (tymczasowy)           | 7 grudnia 2024       | 103  |

### Kobiety
| Kategoria                   | Mistrz             | Początek panowania   | Dni   |
| --------------------------- | ------------------ | -------------------- | ----- |
| junior słomkowa (102 lbs)   | Tina Rupprecht     | 23 listopada 2024    | 117   |
| słomkowa (105 lbs)          | Yuko Kuroki        | 21 stycznia 2025     | 58    |
| junior musza (108 lbs)      | Jessica Nery Plata | 11 marca 2022        | 1105  |
| musza (112 lbs)             | Gabriela Fundora   | 2 listopada 2024     | 138   |
| junior kogucia (115 lbs)    | Clara Lescurat     | 24 czerwca 2022      | 1000  |
| kogucia (118 lbs)           | Cherneka Johnson   | 12 maja 2024         | 312   |
| junior piórkowa (122 lbs)   | Erika Cruz         | 18 listopada 2023    | 488   |
| piórkowa (126 lbs)          | Amanda Serrano     | 4 lutego 2023        | 775   |
| junior lekka (130 lbs)      | Alycia Baumgardner | 4 lutego 2023        | 775   |
| lekka (135 lbs)             | Katie Taylor       | 28 października 2017 | 2700  |
| junior półśrednia (140 lbs) | Katie Taylor       | 25 listopada 2023    | 481   |
| półśrednia (147 lbs)        | Lauren Price       | 11 maja 2024         | 313   |
| junior średnia (154 lbs)    | Terri Harper       | 24 września 2022     | 908   |
| średnia (160 lbs)           | Claressa Shields   | 22 czerwca 2018      | 2463  |
| superśrednia (168 lbs)      | Savannah Marshall  | 1 lipca 2023         | 628   |
| półciężka (175 lbs)         | Wakat              | Wakat                | Wakat |